# Siglistorf
Siglistorf là một đô thị ở huyện Zurzach, bang Aargau, Thụy Sĩ.

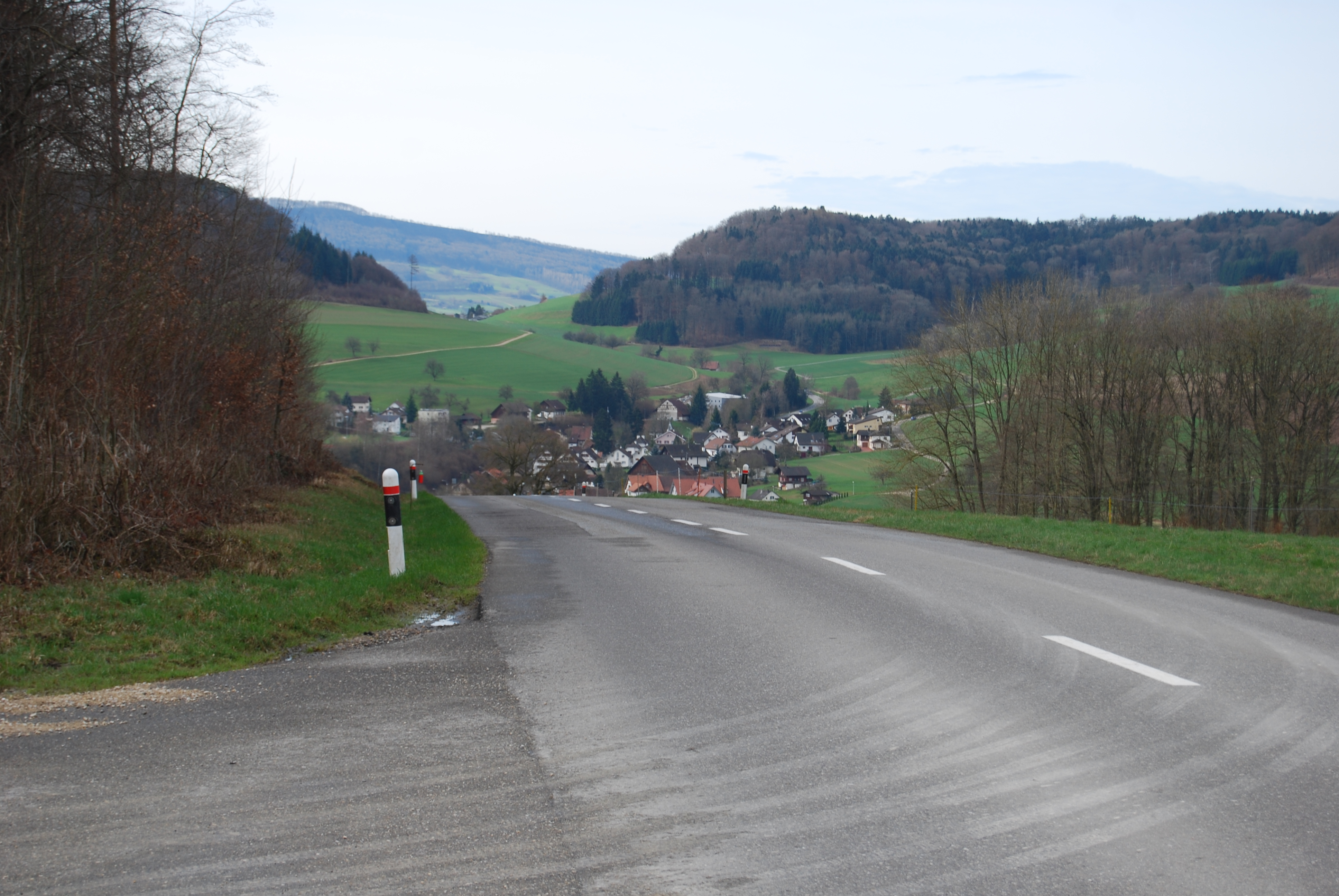
Siglistorf